# Ribeira do Cedro
A Ribeira do Cedro é um curso de água português localizado na freguesia da Santo Antão, concelho da Calheta, ilha de São Jorge, arquipélago dos Açores.
Este curso de água tem origem a uma cota de cerca de 940 metros de altitude nos contrafortes montanhosos do Complexo Vulcânico do Topo, designadamente no Pico dos Frades. Procede à drenagem de uma bacia hidrográfica que engloba os contrafortes desta elevação, mas também do todo o território até à Grota dos Patalugos.
Desagua noOceano Atlântico precepitando-se por entre uma falésia que ronda os 200 metros de altura entre a Fajã dos Bodes e a Fajã das Barreiras.